# Fredrik Wester
För andra betydelser, se Fredrik Wester (olika betydelser).
Johan Fredrik Wester (i riksdagen kallad Wester i Håkanbol), född 13 augusti 1845 i Degerfors, Karlskoga församling i Örebro län, död 31 juli 1912 i Karlstads stadsförsamling, godsägare och politiker. Wester var ägare till godset Billinge i Nysunds socken i Värmland. 

## Biografi
Wester studerade vid högre allmänt läroverk i Örebro 1854-62 och 1862 till 1865 på Örebro tekniska elementarskola. 1865-67 studerade han vid teknologiska institutet och 1868 vid konstakademin. Han var anställd vid statens järnvägsbyggnader 1865-66 och 1868 vid telegrafverket. Han var förvaltare vid Billinge 1868 till 1875 och sedan ägare från 1876. Wester var landstingsman för Värmlands läns landsting 1885-1908 (ordförande år 1908) och satt också i Nysunds kommunalstämma som ordförande.

### Riksdagsman
1894–1911 var Wester riksdagsledamot i första kammaren för Värmlands läns valkrets, och därunder ledamot av bevillningsutskottet från 1900. Partipolitiskt tillhörde han 1894 till 1909 Första kammarens protektionistiska parti och från 1910 till 1911 det förenade högerpartiet.

### Familj
Wester var son till bruksägaren Johan Mauritz Wester och Augusta Charlotta Åberg. 
Han var gift två gånger: 
- 1876 med Ebba Catharina Wikander (född 1852 i Örebro, död 1919 i Örebro södra församling), dotter till länsnotarien Eric Johan Wikander och Ebba Elerts. Paret fick dottern Ebba, född 1877.
- 1891 med Ebba Paulina Grundström (född 1870 i Hedvig Eleonora församling i Stockholm, död 1938), dotter till rådman Axel Fredrik Grundström. Paret fick tre barn:  Folke (född 1892) Margareta (född 1897) och Arvid (född 1898).